# 12869 Ejiaga
12869 Ejiaga este o planetă minoră (asteroid), cu un diametru de 5,275 km, din centura de asteroizi. A fost descoperită pe 24 iunie 1998 la Magdalena Ridge Observatory⁠(d) de Lincoln Near-Earth Asteroid Research. 
Obiectul prezintă o orbită caracterizată de o semiaxă mare de 2,9180717 UAi, o excentricitate de 0,06, o înclinație de 1,86438 ° în raport cu ecliptica.